# Ravel Andrade
Ravel Andrade (Porto Alegre, 28 de novembro de 1993) é um ator, cantor e compositor brasileiro.

## Biografia
É irmão do também ator Júlio Andrade. Em 2011 iniciou o curso de Formação de Atores da Casa de Teatro de Porto Alegre e o Curso de Atuação para Cinema, com Sergio Penna. De 2017 a 2021 namorou a atriz Valentina Herszage.Em abril de 2022, assumiu namoro com a também atriz Andréia Horta. Em novembro de 2024, nasceu a primeira filha do casal, Yolanda. 

## Carreira
Fez sua estreia na televisão em 2012 como Tiago na série Desconectados, do Sony Channel. Em 2014 viveu Otoniel na novela das nove Império e Diego na terceira temporada da série Sessão Terapia. Em 2016 interpretou Dante na série Supermax e Eduardo em Rock Story. Em 2018 esteve no elenco da supersérie Onde Nascem os Fortes como Clécio e na terceira temporada da série Me Chama de Bruna intepretando Paulo. Em 2019 viveu Doga na minissérie 10 Segundos para Vencer e Pontocom na série Aruanas.
Desde 2017 também é vocalista do duo de MPB Beraderos ao lado de Danilo Mesquita.

## Filmografia

### Televisão
| Ano       | Título                      | Personagem                | Notas                           |
| --------- | --------------------------- | ------------------------- | ------------------------------- |
| 2012      | Desconectados               | Tiago                     |                                 |
| 2014–2015 | Império                     | Otoniel Damigo            |                                 |
| 2014      | Sessão de Terapia           | Diego Duarte              | Temporada 3                     |
| 2016      | Supermax                    | Dante                     |                                 |
| 2016–2017 | Rock Story                  | Eduardo (Du)              |                                 |
| 2018      | Onde Nascem os Fortes       | Clécio                    |                                 |
| 2018–2019 | Me Chama de Bruna           | Paulo Maranhão (Paulinho) | Temporadas 3–4                  |
| 2019      | Hebe                        | Mariano da Tupi           | Episódio: "11 de dezembro"      |
| 2019–2021 | Aruanas                     | Pontocom                  | Temporadas 1–2                  |
| 2020      | Amor de Mãe                 | Elias                     | Episódios: "10–21 de fevereiro" |
| 2020      | Reality Z                   | Léo Schmidt               |                                 |
| 2020      | Sob Pressão: Plantão Covid  | Evandro Moreira (jovem)   | Episódio: "13 de outubro"       |
| 2022      | Sob Pressão                 | Evandro Moreira (jovem)   | Episódio: "2"                   |
| 2023      | Betinho - No Fio da Navalha | Chico Mário               |                                 |
| 2024      | O Jogo que Mudou a História | Egídio                    |                                 |
| 2024      | Mania de Você               | Mosquito                  | Episódio: "9 de setembro"       |
| 2025      | A Divisão                   | Richard Rozenbaum         | Temporada 4                     |
| 2025      | Raul Seixas: Eu Sou         | Raul Seixas               |                                 |
| 2025      | O Século do Globo           | Mário Filho               | Episódio: "2"                   |
| 2025      | Jogo Cruzado                | Mário Hartman             |                                 |

### Cinema
| Ano  | Título                                              | Personagem           | Notas          |
| ---- | --------------------------------------------------- | -------------------- | -------------- |
| 2013 | Cinco Maneiras de Fechar os Olhos                   | Léo                  |                |
| 2014 | Não Pare na Pista                                   | Paulo Coelho (jovem) |                |
| 2014 | O Que Ficou Pra Trás                                | André                | Curta-metragem |
| 2015 | D.E.U.S                                             | Bruno                | Curta-metragem |
| 2017 | Ao Final da Conversa Eles se Despedem Com um Abraço | Heliomar             | Curta-metragem |
| 2018 | 10 Segundos Para Vencer                             | Doga                 |                |
| 2020 | Transe                                              | Ravel                | Curta-metragem |
| 2020 | Eterno Retorno                                      | Caio                 | Curta-metragem |
| 2022 | Último Domingo                                      | Zaquias              | Curta-metragem |
| 2023 | Raquel 1:1                                          | Gustavo              |                |
| 2023 | O Mestre da Fumaça                                  | Jonas                |                |

## Discografia

### Álbuns de estúdio
| Álbum     | Detalhes                                                                                   |
| --------- | ------------------------------------------------------------------------------------------ |
| Beraderos | - Lançamento: 1 de outubro de 2021 - Formatos: download digital - Gravadora: Biscoito Fino |

### Singles
| Ano  | Título                               | Álbum     |
| ---- | ------------------------------------ | --------- |
| 2020 | "Felicidade"                         | Beraderos |
| 2020 | "Caminhar" (feat. Milton Nascimento) | Beraderos |
| 2021 | "Flor de Laranjeira"                 | Beraderos |

## Teatro
| Ano  | Título                               |
| ---- | ------------------------------------ |
| 2011 | O Mambembe                           |
| 2012 | Jogo da Vida                         |
| 2012 | Para Acabar com o Julgamento de Deus |
| 2012 | Pop Hamlet                           |